# ناحیه بوحجار
ناحیه بوحجار (به عربی: دائرة بوحجار) یک ناحیه در الجزایر است که در استان الطارف واقع شده‌است.

## خصوصیات
ناحیه بوحجار ۳۸٬۷۵۹ نفر جمعیت دارد.